# 渡邉英徳
渡邉 英徳（わたなべ ひでのり、1974年9月8日 - ）は、日本の工学者。専門は情報デザイン。東京大学大学院情報学環・学際情報学府教授。日本新聞協会賞等受賞。

## 人物・経歴
1974年大分県佐伯市生まれ。1993年大分県立佐伯鶴城高等学校卒業。1997年東京理科大学理工学部建築学科卒業、卒業設計賞受賞。1999年東京理科大学大学院理工学研究科建築学専攻修士課程修了。2013年筑波大学大学院システム情報工学研究科博士後期課程修了、博士（工学）の学位を取得。
フォトン代表取締役社長、デジタルハリウッド大学デジタルコミュニケーション学部客員教授、首都大学東京（現・東京都立大学）システムデザイン学部准教授、京都大学地域研究統合情報センター客員准教授、ハーバード大学エドウィン・O・ライシャワー日本研究所客員研究員などを経て、2018年東京大学大学院情報学環・学際情報学府教授。専門は情報デザイン。
2025年8月、Twitterで元同僚の大澤昇平の教え子を装ったアカウントを作成し、大澤に精神疾患があるなどと中傷する投稿を繰り返したとして東京地裁より22万円の支払いを命じられた。

## 作品
- Tuvalu Visualization Project（2009）[10]
- ナガサキ・アーカイブ（2010）[11]
- ヒロシマ・アーカイブ（2011）[12]
- 沖縄平和学習アーカイブ（2012）
- 東日本大震災アーカイブ（2013）[13]
- 台風リアルタイム・ウォッチャー（2014）[14]
- 沖縄戦デジタルアーカイブ（2015）[15]
- 忘れない：震災犠牲者の行動記録（2016）[16]
- パールハーバー・アーカイブ(2016）[17][18]
- 「記憶の解凍」（2018）[19]

## 著書
- 『AIとカラー化した写真でよみがえる戦前・戦争』（庭田杏珠と共著）光文社新書 2020
- 『データを紡いで社会につなぐ : デジタルアーカイブのつくり方』講談社現代新書 2013
- 『Google Earthアプリケーション開発ガイド : KML、Earth & API徹底活用』（古橋大地, 小山文彦と共著）KADOKAWA 2014

## 受賞・栄典
- 第13回文化庁メディア芸術祭審査委員会推薦作品（2009）[20]
- 第14回文化庁メディア芸術祭審査委員会推薦作品（2010）[21]
- 2013年度グッドデザイン賞　グッドデザイン・ベスト100 & 復興デザイン賞（2013）[22]
- アルス・エレクトロニカ PRIX ARS ELECTRONICA 2013 Honorary Mentions（2013）[23]
- 第5回日本平和学会平和賞（2015）[24]
- 第19回文化庁メディア芸術祭審査委員会推薦作品（2015）[25]
- ジャーナリズム・イノベーション・アワード最優秀賞（2015,2016）[26]
- 日本新聞協会賞（2016）[27]